# Ocotea glaziovii
Ocotea glaziovii är en lagerväxtart som beskrevs av Carl Christian Mez. Ocotea glaziovii ingår i släktet Ocotea och familjen lagerväxter. Inga underarter finns listade i Catalogue of Life.